# Vieillard de la Mer
Le Vieillard de la mer est le surnom de plusieurs personnages légendaires.

## Mythologie grecque
Dans le premier livre de l'Iliade d'Homère, c'est le surnom (« ἁλίοιο γέροντος » en grec ancien) de la divinité marine Nérée, père de Thétis. Héra parle en effet de « Thétis aux pieds d'argent, la fille du vieillard de la mer ».
L'expression est reprise dans le quatrième livre de l'Odyssée du même auteur, mais cette fois pour désigner Protée. Ménélas raconte à Télémaque son voyage de retour et comment il est obligé de lui demander conseil : « Je répondrai sans détour aux questions que tu m'adresses et je ne te tromperai point. Je n'oublierai pas non plus les prédictions que m'a faites l'infaillible vieillard de la mer ; enfin je ne te cacherai rien. [...] Sans doute mes provisions se seraient consumées et le courage aurait abandonné mes compagnons, si l'une des déesses, la fille du puissant Protée, le vieillard de la mer, Idothée, touchée de compassion, ne m'eût sauvé : elle se sentit émue, et elle vint à moi qui errais seul, loin des autres guerriers ». Elle lui répond alors : « Étranger, je vais te dire la vérité. L'infaillible vieillard de la mer, l'immortel Protée d'Égypte, qui connaît toutes les profondeurs de l'Océan et obéit à Poséidon, réside souvent en ces lieux. On dit qu'il est mon père et qu'il m'a donné le jour. Si tu peux le saisir dans quelques embûches, il t'enseignera ta route, la longueur du voyage, le moyen de retourner dans tes foyers, et comment tu pourras naviguer sur la mer poissonneuse. Il te dira encore, si tu le désires, ô noble enfant de Zeus, ce qui est arrivé soit en bien soit en mal dans ta demeure chérie depuis que tu l'as quittée pour entreprendre un voyage si long et si périlleux ». Ménélas apprend que le vieillard répondra honnêtement à toutes les questions qui lui seront posées une fois capturé. Cependant, pour le capturer, il faudra le retenir tandis qu'il se métamorphose de façon déconcertante, tentant d'échapper à son interrogateur. L'obstiné Ménélas réussit à s'accrocher au dieu insaisissable tout au long de ses transformations et, lors de l'interrogatoire qui suit, il obtient une réponse à sa question : Ulysse, le père de Télémaque, est-il toujours en vie ?

## Sindbad le marin

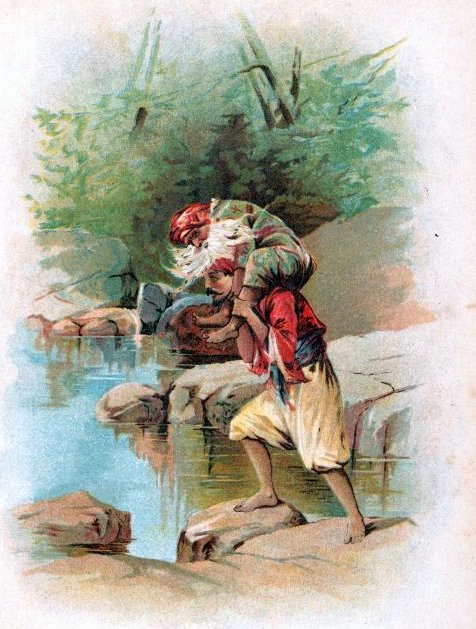
Après avoir fait naufrage, Sinbad le marin est réduit en esclavage par le « Vieil Homme de la Mer ».

### Présentation
Le conte persan Sindbad le marin, des Mille et une Nuits, raconte les nombreux voyages du héros éponyme à travers l'océan indien. Au cours du cinquième, se promenant sur une île, il rencontre le cruel Vieillard de la Mer. Celui-ci lui demande de le porter sur ses épaules pour l'aider à franchir un ruisseau. Cependant, le vieil homme serra ses jambes autour de son porteur, forçant sa victime à le transporter où bon lui semblait et lui accordant peu de repos. Les précédentes victimes du vieil homme ont toutes fini par mourir de ce traitement misérable, le vieil homme les mangeant ou les volant. Sindbad, cependant, après avoir enivré le vieil homme avec du vin, réussit à le faire tomber et à le tuer.

### Analyse
Michel Léturmy explique qu'il s'agit d'une espèce de monstres mentionnés dans les géographies antiques. Ainsi, Al-Kazwini dit que « Ce sont des êtres à face humaine, la plus belle qui se puisse voir ; mais leurs jambes n'ont pas de squelette, leurs cuisses ressemblent à des cuirs. Ils avancent en rampant. Rencontrent-ils un passant, ils le supplient de s'asseoir à leurs côtés, et, dès qu'il est assis, un de ces monstres s'élance sur ses épaules, lui entortille les jambes autour du corps et le frappe au visage pour le forcer à marcher ainsi qu'une monture ». Mais Al-Mas'ûdî doute fort de l'existence de ces êtres fabuleux, comme il le dit dans ses Prairies d'or (en) : « Les uns les placent dans les contrées de l'Orient, les autres dans l'Occident, et il est à remarquer que ce sont les peuples de l'Orient qui les relèguent en Occident, tandis que les habitants de l'Occident leur donnent l'Orient pour séjour ».